# Meister des Budapester Antiphonars
Als Meister des Budapester Antiphonars (englisch Master of the Budapest Antiphonary) wird der Buchmaler bezeichnet, der ein Manuskript  ausgemalt hat, das sich heute in der Nationalbibliothek von Ungarn in Budapest befindet.
Das Antiphonar stammt aus einem Kloster der Franziskaner und entstand um 1445 in der Lombardei und ist in einem für die Region typischen Stil der lombardischen Malerei in der ersten Hälfte des 15. Jahrhunderts gemalt.
Der Malstil des namentlich nicht bekannten  Malers  steht dem von Michelino da Besozzo (1370–1455) sehr nahe.